# Final Fight
Final Fight (ファイナルファイト?, Fainaru Faito) è un videogioco arcade di tipo picchiaduro a scorrimento ideato da Yoshiki Okamoto e sviluppato nel 1989 dalla Capcom.
Nato come possibile sequel di Street Fighter (il suo nome doveva essere Street Fighter '89, e Haggar è descritto come campione di esso), ha imboccato una sua strada ben precisa diventando uno dei più celebri picchiaduro a scorrimento, grazie all'innovativo gameplay capace di influenzare tutte le successive produzioni Capcom del genere (Cadillacs and Dinosaurs, Warriors of Fate, Captain Commando, The Punisher...) che hanno avuto sicuramente più successo dei vari sequel di Final Fight.
Final Fight ricevette numerose conversioni per console e computer dell'epoca, nel caso degli home computer occidentali edite dalla U.S. Gold.

## Trama
La vicenda è ambientata in una città immaginaria simile a New York, Metro City, dove un'organizzazione criminale denominata Mad Gear (Mad Gear è anche il nome di un precedente videogioco della Capcom) rapisce Jessica, figlia del sindaco della città Mike Haggar, che in precedenza non aveva accettato di collaborare con i malviventi, guidati dallo spietato Belger. A questo punto Haggar, che è un ex professionista di Wrestling, decide di trasformarsi in vigilante supportato dal fidanzato di Jessica, l'esperto di arti marziali Cody, e dal suo sparring partner Guy, abile nell'arte del ninjutsu.

## Modalità di gioco
Il gioco è di fatto un picchiaduro a scorrimento multidirezionale, sullo standard del precedente Double Dragon.
Per la precisione, l'ideatore Yoshiki Okamoto venne ispirato da Double Dragon II: egli pensava che il titolo della Technos fosse molto buono, ma trovava troppo complicati i controlli costituiti da tre tasti e dal fatto che le mosse cambiassero in base all'orientamento dei protagonisti. Pensò che un sistema di controllo più semplice, unitamente alle innovative capacità delle schede CP System, avrebbe reso il gioco un successo.
Le innovazioni che lo hanno reso celebre e che hanno costituito una sorta di standard nei successivi picchiaduro a scorrimento in 2d sono:
- utilizzo di soli due pulsanti, uno per colpire (con combo mista di pugni e calci) e uno per saltare; dalla combinazione dei due tasti è possibile effettuare calci volanti, ginocchiate;
- possibilità di afferrare un nemico solamente con la collisione tra i due sprite;
- barra di energia dei nemici visibile;
- possibilità di effettuare un colpo speciale contro il quale i nemici non possono difendersi, ma che toglie energia al giocatore;
- possibilità di scegliere tra differenti personaggi da utilizzare, tutti con caratteristiche differenti.

Il gioco ha sei livelli: al termine di ognuno di essi si deve affrontare un boss, che ha parecchia energia.
All'inizio di un nuovo livello l'energia del giocatore torna a essere piena. Si può inoltre recuperare parzialmente l'energia perduta prendendo le varie vivande che si trovano all'interno di casse, scatole, barili e altri contenitori.
È possibile trovare lungo il percorso anche tre armi, da raccogliere e utilizzare: un pugnale, un tubo e una katana. Quest'ultima toglie notevole energia ai nemici.

## Personaggi utilizzabili
- Haggar

Esperto di Wrestling, è il sindaco di Metro City, ricattato dall'organizzazione Mad Gear.
È il personaggio giocabile più potente e lento dei tre; la sua enorme potenza gli permette di effettuare una combo di soli tre colpi per stendere il nemico, ma ha una capacità di riprendersi dai colpi subiti inferiore agli altri. La sua mossa speciale è il Braccio Teso Rotante, mossa utilizzata successivamente anche dal wrestler sovietico Zangief in Street Fighter II: The World Warrior (questo uso sarà giustificato come un omaggio del russo al campione statunitense). La sua speciale abilità è quella di poter effettuare il Piledriver, la tecnica più potente del gioco; può inoltre afferrare gli avversari spostandoli durante la presa, cosa che Cody e Guy non possono fare. A Haggar manca un colpo in salto che tramortisca l'avversario invece di farlo cadere, come la ginocchiata volante di Cody e Guy; a differenza di questi ultimi, inoltre, non è in grado di respingere con i pugni alcuni oggetti scagliati dai nemici, come i coltelli di Hollywood ed El Gado o le frecce lanciate dalla balestra di Belger. Haggar è protagonista anche in altri videogiochi della Capcom come Saturday Night Slam Masters, e nei sequel di Final Fight: in particolare Saturday Night Slam Masters narra di fatti avvenuti precedentemente a quelli di Final Fight, quando Haggar era ancora un atleta.
- Cody

Abile nelle arti marziali, è il fidanzato di Jessica Haggar, rapita da Damnd dell'organizzazione Mad Gear.
Le sue caratteristiche creano un perfetto equilibrio tra velocità e potenza, ed è quindi la migliore scelta per i principianti; ha una combo di quattro colpi, con una tecnica simile al Kickboxing, per alcuni ispirata da Joe, personaggio di Street Fighter. La sua mossa speciale è il Calcio Uragano, mossa ricorrente anche negli altri picchiaduro a scorrimento; quando compie il calcio uragano, l'urlo che emette è lo stesso che si sente nel film Dalla Cina con furore, quando il maestro della scuola giapponese lancia in aria Bruce Lee. La sua speciale abilità è quella di poter utilizzare i pugnali più volte per attacchi a corto raggio, mentre gli altri personaggi scagliano direttamente il pugnale. Cody è protagonista anche in altri videogiochi della Capcom, soprattutto in alcuni sequel di Street Fighter. La combo di pugni di Cody è composta da due veloci jab, da un pugno basso e da un montante: è possibile creare combinazioni infinite di colpi, contro le quali gli avversari non possono reagire semplicemente colpendo a vuoto con il pugno basso e riprendendo la combinazione dai jab: questa tecnica ha ispirato alcune mosse speciali di Cody nei videogiochi della saga Street Fighter.
- Guy

Praticante di Ninjitsu, scuola Bushinryu (il simbolo sul suo vestito, apparentemente una S, è il simbolo del Bushido), è un amico di Cody.
È il personaggio più veloce e debole dei tre, conseguentemente gli servono più colpi per uccidere i nemici (per questo ha una combo di ben cinque colpi), in compenso è quello che riesce a riprendersi prima dagli attacchi subiti rispetto agli altri personaggi. La sua mossa speciale è il Calcio Rotante Bushin, mossa ricorrente anche negli altri picchiaduro a scorrimento. La sua speciale abilità è quella di poter sfruttare pareti verticali per poter prendere slancio per salti orizzontali seguiti da attacchi in volo. Guy è protagonista anche in altri videogiochi della Capcom, soprattutto in alcuni sequel di Street Fighter.

## Livelli
- "La baraccopoli"

L'avventura inizia un pomeriggio con il rapimento di Jessica, da parte del rasta Damnd (Thrasher nella versione statunitense) e dei suoi scagnozzi. Il livello si sviluppa per tre squallidi scenari, infestati da nemici non troppo impegnativi.
Il boss è proprio Damnd, abile nell'effettuare calci volanti in serie, ma molto vulnerabile per il fatto che spesso si arresta e scoppia a ridere; un paio di volte esce dalla zona giocabile per richiamare suoi scagnozzi in aiuto.
- "La metropolitana"

Ci troviamo subito sul marciapiede della stazione metropolitana, quando ormai il sole è al tramonto: tra i vari nemici fa la sua comparsa un Andore, grosso wrestler (ispirato al wrestler André the Giant: il nome utilizzato nel gioco è probabilmente un'errata interpretazione dell'alfabeto katakana, in quanto le parole "Andore" e "André" vengono trascritte allo stesso modo) che farà da personaggio (assieme alla transessuale Poison, omaggio alla band Poison, dove il cantante vestiva un cappello simile a quello del personaggio) in alcuni sequel di Street Fighter; successivamente si lotta all'interno di un metrò in movimento, per poi uscire in strada.
In un ring clandestino si affronta il boss Sodom, un nippofilo vestito da samurai abile con le katana e capace di caricare l'avversario con veloci scatti; questo personaggio viene riproposto in qualche sequel di Street Fighter.
- "Il lato ovest della città"

Il livello è ambientato di sera in un quartiere brulicante di gente; si entra poi in un locale dove si viene rapiti e portati in un altro ring clandestino, e qui bisognerà affrontare due o tre Andore (due se si sta giocando in modalità singolo, tre se invece si è in doppio). Il terzo e ultimo scenario di questo livello è di nuovo all'aperto.
Il boss è il poliziotto corrotto Edi E., abile con il manganello; quando la sua energia comincia a scarseggiare, egli estrae ed utilizza una pistola. Lo aiutano diversi scagnozzi.
- "L'area industriale"

In piena notte, gli eroi entrano in una sorta di fonderia, dove inizialmente i pericoli vengono anche dal pavimento, causa qualche getto di fuoco. La seconda parte del livello presenta una lotta su un ascensore, un classico di molti videogiochi.
Il boss è l'ex berretto rosso Rolento, il più agile dei nemici del gioco, che attacca con un Bo, con calci volanti, con prese e con granate; inizialmente è anche supportato da scagnozzi. Il nome sembra essere un errore di interpretazione dai kanji, dove "Ro-Re-N-To" probabilmente stava per "Laurent'". Nonostante dopo la sconfitta si suicidi facendosi esplodere con le granate, riappare come boss anche in Final Fight 2, qui con il nome accorciato in Rolent; viene inoltre riproposto in qualche sequel di Street Fighter.
- "La baia"

È il livello più lungo, nonostante sia formato da un unico scenario, una strada che si dilunga per una baia: la notte sta per finire e si arriverà alle prime luci dell'alba.
Il boss è il wrestler di origine canadese Abigail, una versione di Andore con una faccia diversa; può inoltre caricare con tremende spallate in corsa. Anche Abigail è aiutato da scagnozzi.
- "La casa di Belger"

L'atto finale, di mattina, nel palazzo del capo di Mad Gear; si sviluppa su quattro scenari (ingresso, attico, corridoio e stanza personale di Belger) con la presenza di lampadari che cadono dai soffitti.
Il boss finale è Belger, all'apparenza un vecchietto immobilizzato su una sedia a rotelle elettrica, ma appena questa si rompe egli si rivela come un forte e agilissimo nemico armato di balestra automatica; può anche contare sull'aiuto di numerosi scagnozzi. Muore dopo essere stato scaraventato giù dalla finestra; verrà tuttavia riproposto in alcuni sequel di Final Fight.
Se si termina il gioco senza mai continuare, alla sequenza finale seguono alcuni brevi crediti aggiuntivi dei programmatori.

## Varianti arcade
In Italia è quasi altrettanto noto il bootleg Final Crash, sostanzialmente identico all'originale: è infatti una produzione della Playmark, azienda italiana al tempo nota realizzatrice di bootleg.
La versione occidentale del gioco è parzialmente censurata: nella versione giapponese quando Damnd fa vedere a Mike Haggar sua figlia Jessica, questa è in reggiseno.

## Conversioni domestiche
La conversione per Commodore 64, sviluppata dalla U.S. Gold e pubblicata nel 1991, non ottenne un riscontro positivo dalla critica e venne valutata dalla rivista specializzata ZZap! con un 22%: a detta degli esperti il gioco peccava notevolmente nella gestione delle collisioni tra gli sprite, nella difficoltà non trascendentale e mancava della musica di sottofondo.
La versione del gioco per SNES è priva del livello con l'area industriale. Inoltre in essa e in quella per Game Boy Advance Poison e Roxy sono sostituite da due maschi chiamati Sid e Billy, rispettivamente omaggi a Sid Vicious e a Billy Idol.

## Colonna sonora
Le musiche portano la firma di Manami Matsumae, Yoshihiro Sakaguchi, Hiromitsu Takaoka, Junko Tamiya, Harumi Fujita, Yasuaki Fujita e Yōko Shimomura (quest'ultima ventitreenne all'epoca).

## Sequel
- Final Fight 2 (1993)
- Mighty Final Fight (1993)
- Final Fight 3 (1995)
- Final Fight Revenge (1999)
- Final Fight: Streetwise (2006)